# Cry Cry
«Cry Cry» — песня немецкой певицы Осеаны. Она была выпущена 13 марта 2009 года.
Успех этой песни и альбома в странах Востока позволил УЕФА выбрать её для исполнения официального гимна Чемпионата Европы по футболу 2012 года.

## Информация о песне
«Cry Cry» был написан и спродюсирован Осеаной, Маркусом Брошем, Тобиасом Нойманном и Анесом Крпичем. Песня, исполненная в стиле поп и фанк, описывает историю потерянной надежды. Это первая песня Осеаны, попавшая в международные чарты Европы. Песня стала хитом, особенно в Центральной и Восточной Европе. Таким образом, в венгерских чартах песня достигла 1-го места. В испанских чартах песня смогла достичь 8-го места, где продержалась 36 недель. В Германии, Австрии и Швейцарии песня заняла 52, 73 и 39 позиции. В Бельгии (Фландрия) песня достигла 25-й позиции.

## Клип
1 июля 2010 года, через несколько месяцев после официального выпуска песни в качестве сингла, на официальном канале Ultra Music на YouTube было размещено музыкальное видео Cry Cry с кадрами, на которых певица исполняет песню и танцует в разных местах. Видео набрало более четырёх с половиной миллионов просмотров на YouTube.

## Чарты
Песня заняла первое место в чартах Греции, Венгрии, Польши, Чехии и Румынии и третье место в чартах Украины. Она достигла восьмого места в Испании, где пробыла 37 недель в рейтинге Promusicae и заняла первое место в рейтинге испанских радиостанций LOS40.

| Чарт (2009)                     | Позиция |
| ------------------------------- | ------- |
| Австрия (Ö3 Austria Top 40)     | 73      |
| Бельгия/Фландрия (Ultratop 50)  | 25      |
| Бельгия/Валлония (Ultratip)     | 19      |
| Франция (SNEP) Download Charts  | 18      |
| Германия (GfK)                  | 52      |
| Венгрия (Rádiós Top 40)         | 1       |
| Испания (PROMUSICAE)            | 8       |
| Швейцария (Schweizer Hitparade) | 39      |